# ダビドフ

ダビドフ

ダビドフ（英語: DAVIDOFF）とは、エッティンガー・ダビドフ・グループ（Oettinger Davidoff Group）の基幹ブランド。取り扱い商品は葉巻きたばこ、パイプ、紙巻きたばこ、喫煙具、香水など。

## 概要

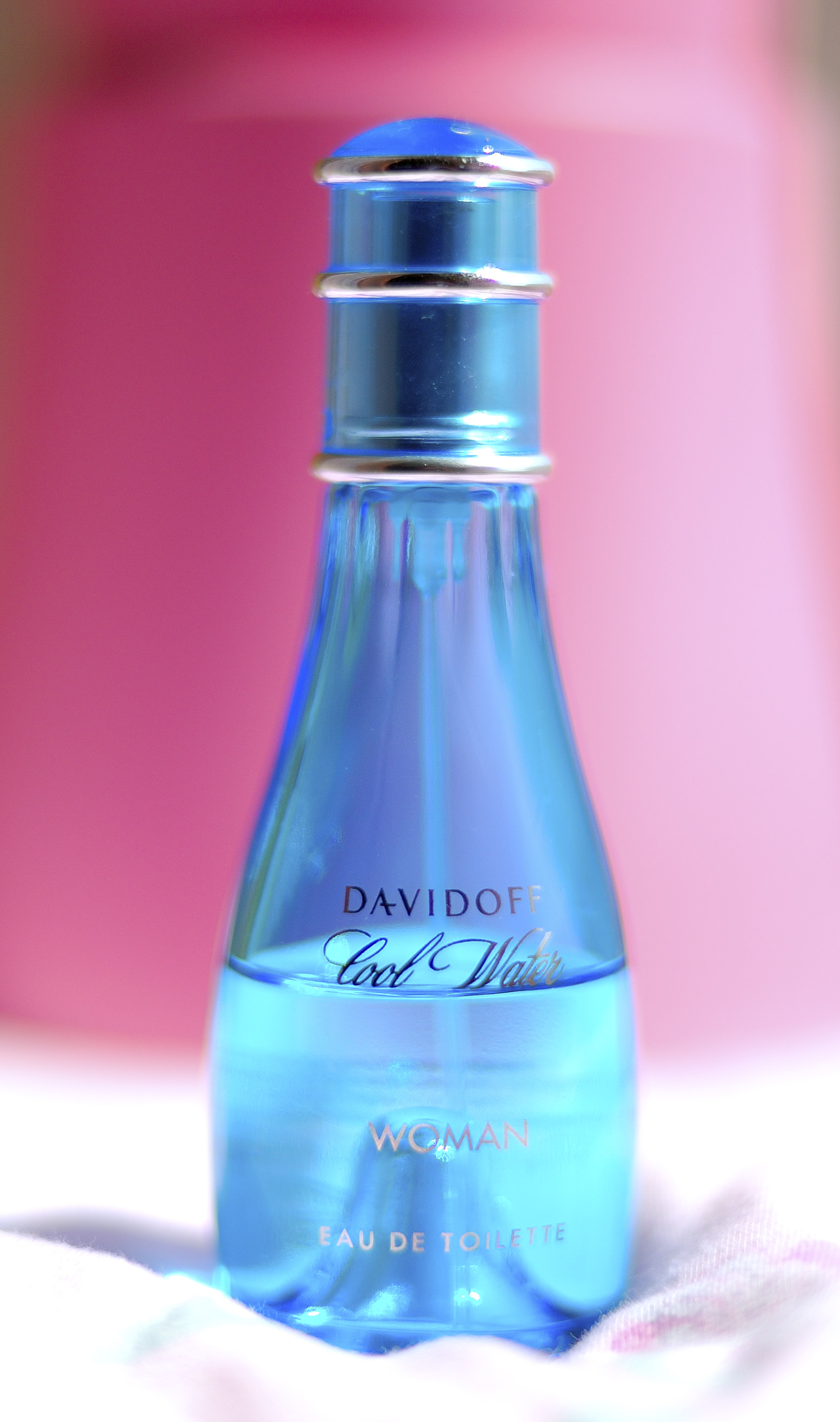
ダビドフ クールウォーター ウーマン

ジノ・ダビドフが創立したブランドである。1906年、帝政ロシアのキエフ（現在のウクライナの首都キーウ）に生まれたジノは、両親とともにスイスに移住、20歳でたばこの栽培と貿易を学ぶため南アフリカ、キューバに渡った後、スイスに戻り葉巻販売店を開店した。
葉巻たばこの自社生産は1967年からで、当初はキューバにおいて生産を開始したが、キューバシガーの品質に懸念を持ち、1990年に拠点をドミニカ共和国に移転。品質の差異を極力無くし、ラッパーの美しさも考慮に入れる細かい調整と徹底した品質管理で、非キューバ葉巻の中での最高級ブランドの一つとして取り上げられている。主な製品の平均価格は、例えばロブスト1本が日本のショップでは4000円台など、数ある葉巻たばこ銘柄の中でも高額な部類である。
高品質にこだわると言う葉巻たばこにおけるブランドイメージを生かし、ジノ・ダビドフの名を冠したブランド製品は煙草類（葉巻、パイプ煙草、紙巻き煙草）及び喫煙具を始め、香水からネクタイ、メガネ、コニャック、ブリーフケースに至るまで、多岐にわたる。日本における旗艦店は、ダビドフ オブ ジューネーブ 銀座（2013年10月10日にリニューアルオープン）。

## 種類
ここでは、主に煙草製品に関して記する。

### 葉巻
現在のラインナップは小さめのプリトスサイズから、ラージサイズまで多くのラインナップが存在する。年毎のプレミアムや記念銘柄を除いた国内流通しているレギュラー品目は以下の通り。
| 製品名                                | 長さ                   | 太さ                   | 備考                                             |                        |
| アニベルサリオシリーズ                | アニベルサリオシリーズ | アニベルサリオシリーズ | アニベルサリオシリーズ                           | アニベルサリオシリーズ |
| ------------------------------------- | ---------------------- | ---------------------- | ------------------------------------------------ | ---------------------- |
| アニベルサリオ No.1                   | 220mm                  | 19mm                   | グラン・ダブルコロナ                             |                        |
| アニベルサリオ No.1 チューボ          | 220mm                  | 19mm                   | グラン・ダブルコロナ、木製チューブ入り           |                        |
| アニベルサリオ No.2                   | 178mm                  | 19mm                   | チャーチル                                       |                        |
| アニベルサリオ No.3                   | 152mm                  | 20mm                   | トロ                                             |                        |
| アニベルサリオ No.3 チューボ          | 152mm                  | 20mm                   | トロ、アルミチューブ入り                         |                        |
| クラシックシリーズ                    |                        |                        |                                                  |                        |
| No.1                                  | 192mm                  | 15mm                   | ロングパナテラ                                   |                        |
| No.2                                  | 152mm                  | 15mm                   | パナテラ                                         |                        |
| No.2 チューボ                         | 152mm                  | 15mm                   | パナテラ、アルミチューブ入り                     |                        |
| No.3                                  | 130mm                  | 12mm                   | スリムパナテラ                                   |                        |
| アンバサドリス                        | 115mm                  | 10mm                   | セニョリタ                                       |                        |
| グラン・クリュシリーズ                |                        |                        |                                                  |                        |
| グラン・クリュ No.1                   | 155mm                  | 17mm                   | グラン・コロナ                                   |                        |
| グラン・クリュ No.2                   | 142mm                  | 17mm                   | コロナ                                           |                        |
| グラン・クリュ No.3                   | 129mm                  | 17mm                   | コロナ                                           |                        |
| グラン・クリュ No.4                   | 116mm                  | 16mm                   | ペティ・コロナ                                   |                        |
| グラン・クリュ No.5                   | 102mm                  | 16mm                   | ペティ・コロナ                                   |                        |
| ミルシリーズ                          |                        |                        |                                                  |                        |
| 1000                                  | 117mm                  | 13mm                   | ペティ・パナテラ                                 |                        |
| 2000                                  | 129mm                  | 17mm                   | コロナ                                           |                        |
| 2000 チューボ                         | 129mm                  | 17mm                   | コロナ、アルミチューブ入り                       |                        |
| 3000                                  | 178mm                  | 13mm                   | スリム・コロナ                                   |                        |
| 4000                                  | 155mm                  | 17mm                   | コロナ・ラーガ                                   |                        |
| 6000                                  | 127mm                  | 19mm                   | ロブスト                                         |                        |
| スペシャルシリーズ                    |                        |                        |                                                  |                        |
| スペシャル≪R≫                         | 124mm                  | 20mm                   | ロブスト                                         |                        |
| スペシャル≪R≫ チューボ                | 124mm                  | 20mm                   | ロブスト、アルミチューブ入り                     |                        |
| ダブル≪R≫                             | 190mm                  | 20mm                   | ダブルコロナ                                     |                        |
| エントレアクト                        | 089mm                  | 17mm                   | ショートコロナ                                   |                        |
| ショートパーフェクト                  | 124mm                  | 21mm                   | ペルフェクト                                     |                        |
| スペシャル≪T≫                         | 152mm                  | 21mm                   | トルペード                                       |                        |
| スペシャル≪C≫                         | 165mm                  | 13mm                   | クレブラス（三本の三つ編み）、木箱入り           |                        |
| ミレニアムブレンドシリーズ            |                        |                        |                                                  |                        |
| ミレニアムブレンド・チャーチル        | 172mm                  | 19mm                   | チャーチル                                       |                        |
| ミレニアムブレンド・ランセロ          | 184mm                  | 16mm                   | ランセロ                                         |                        |
| ミレニアムブレンド・ロブスト          | 133mm                  | 20mm                   | ロブスト                                         |                        |
| ミレニアムブレンド・ロブスト チューボ | 133mm                  | 20mm                   | ロブスト、アルミチューブ入り                     |                        |
| ミレニアムブレンド・ロンズデール      | 152mm                  | 17mm                   | ロンズデール                                     |                        |
| ミレニアムブレンド・トロ              | 152mm                  | 20mm                   | トロ                                             |                        |
| ミレニアムブレンド・ペティコロナ      | 114mm                  | 16mm                   | ペティコロナ                                     |                        |
| ミレニアムブレンド・ピラミデス        | 156mm                  | 19mm                   | ピラミデ                                         |                        |
| ミレニアムブレンド・ショートロブスト  | 108mm                  | 21mm                   | ショートロブスト                                 |                        |
| プーロ・ドーロ（Puro d' Oro）シリーズ |                        |                        |                                                  |                        |
| ノタブル                              | 143mm                  | 18mm                   | コロナ・ゴルダ                                   |                        |
| マグニフィコス                        | 130mm                  | 21mm                   | ロブスト                                         |                        |
| デリシオソス                          | 124mm                  | 17mm                   | コロナ                                           |                        |
| サブライム                            | 114mm                  | 15mm                   | ペティ・パナテラ                                 |                        |
| ギガンテス                            | 140mm                  | 22mm                   | スーパーロブスト                                 |                        |
| ゴルディト                            | 94mm                   | 23mm                   | ショートロブスト                                 |                        |
| エミネンテ                            | 159mm                  | 20mm                   | トロ                                             |                        |
| スモールシガーシリーズ                |                        |                        |                                                  |                        |
| エクスクイジトス                      | 093mm                  | 8.8mm                  | スモールシガー、10本入り缶                       |                        |
| プリメロス                            | 104mm                  | 13mm                   | ペティパナテラ、6本入り缶                        |                        |
| プリメロス・マデューロ                | 104mm                  | 13mm                   | ペティパナテラ、6本入り缶 マデューロラッパー使用 |                        |
| ニカラグアシリーズ                    |                        |                        |                                                  |                        |
| ニカラグア トロ                       | 140mm                  | 22mm                   | トロ                                             |                        |
| ニカラグア ロブスト（チューボ入）     | 127mm                  | 20mm                   | ロブスト                                         |                        |
| ニカラグア ショートコロナ             | 95mm                   | 18mm                   | ショートコロナ                                   |                        |

品質管理の際に正規のナンバー品を与えられず、選定からはじかれた物が、「プライベートストック」と称され別ブランドして販売されている。No1～から数十種類の物があり、いわば廉価版であるが、味は変わらず色や仕上げの荒さによるものとされている。
セカンドラインとして「ジノ」と言う名のブランドもある。元々はキューバ製品禁輸措置に対する北米市場向けの銘柄して誕生、現在ではダビドフ製品はキューバ生産で無いため並行して流通している。
キューバ生産時代の主なラインナップとしては名醸ワインの銘柄を冠した「シャトーシリーズ」（シャトー・オー・ブリオン、シャトー・マルゴー等）が挙げられており、現在ではこれらの銘柄はコレクターズアイテムとしてオークション等に於いて高値で取引されている。シャトーシリーズの後継が「グラン・クリュ」シリーズ。
また、2013年9月にはニカラグア産タバコ葉100％で造られたシリーズ「ニカラグア」を発売している。（生産はドミニカ共和国）

### シガリロ
ドライシガリロは基本的にオランダやデンマークにて委託生産されている。
| 製品名                                  | 本数 | 備考                         |
| --------------------------------------- | ---- | ---------------------------- |
| ダビドフ ミニシガリロ・シルバー 10本    | 20本 | デンマーク製                 |
| ダビドフ ミニシガリロ・シルバー 20本    | 20本 | デンマーク製                 |
| ダビドフ ミニシガリロ 10本              | 10本 | デンマーク製                 |
| ダビドフ ミニシガリロ 20本              | 20本 | デンマーク製                 |
| ダビドフ ミニシガリロ 50本              | 50本 | デンマーク製                 |
| ダビドフ ミニシガリロ プラチナム 10本   | 10本 | デンマーク製                 |
| ダビドフ ミニシガリロ プラチナム 20本   | 20本 | デンマーク製                 |
| ダビドフ デミタス                       | 10本 | オランダ製                   |
| ダビドフ クラブシガリロ                 | 10本 | デンマーク製                 |
| ダビドフ アロマティックシガリロ（終売） | 20本 | ドミニカ製、着香（バニラ等） |
| ダビドフ ロングパナテラ                 | 10本 | オランダ製                   |

### パイプ煙草
上質なミクスチャーの、缶入りの銘柄が主である。
日本では入手不可であるが、本国ではオーダーメイドのミクスチャーの制作も行っている。
| 製品名                            | 内容量 | 備考                                                           |
| --------------------------------- | ------ | -------------------------------------------------------------- |
| ダビドフ ロイヤリティー           | 50g    | ヴァージニア、オリエント、少量のラタキア                       |
| ダビドフ イングリッシュミクスチャ | 50g    | ヴァージニア、バーレー、ラタキア                               |
| ダビドフ スコティッシュミクスチャ | 50g    | ヴァージニア、バーレー、ケンタッキー、スコッチウィスキー着香   |
| ダビドフ ダニッシュミクスチャ     | 50g    | ヴァージニア、バーレー、トーステッドブラックキャベンディッシュ |

### 紙巻き煙草
上質なヴァージニア葉にこだわり、添加物を抑えた物が多い。
特別なサイズ（長さが約93mmで太さ約9mmの「インターナショナルサイズ」）である「マグナム」が代表的な銘柄である（現在の日本では、一部免税店での限定販売）。スリムは一般的なスリムサイズとスーパースリムの中間的な太さ（約6mm）で、長さは100'sサイズと同程度（約97mm。煙草の長さは公称値より若干短い場合が多い）である。他の銘柄は一般的な太さ（約7.5mm）だが、長さは約93mmである。紙巻きはドイツのレームツマが委託生産（2018年9月7日現在 の日本仕様は、インペリアル・ブランズ社の台湾工場に移管）、また商標はインペリアル・ブランズ社（紙巻き煙草のみ）が所有している。
面取りがされた八角形のパッケージで、従来は左右から中央にかけてグラデーションが施され、中央にロゴが配されたデザインだったが、2010年末から2011年5月頃にかけて、順次単色で右上にロゴが配されたデザインに、さらに2014年より右上の写真と同様のデザインに変更されている。
日本仕様のクラシック・ゴールド・ワンに使用されているチャコールフィルターは、非常に特徴的なもので、シート状のフィルターに、非常に細かい活性炭を付着させている（その他の商品はプレーンフィルター）。
2022年10月28日、紙巻きダビドフが日本国内の販売を終了すると発表。しかし、一部免税店では購入可能。
| 製品名                             | タール | ニコチン | 備考                                                                                  |
| ---------------------------------- | ------ | -------- | ------------------------------------------------------------------------------------- |
| ダビドフ マグナム                  | 10mg   | 1.0mg    | 終売（2018年秋。一部免税店では販売継続）                                              |
| ダビドフ マグナム ライト           | 7mg    | 0.7mg    | 免税店限定（終売）                                                                    |
| ダビドフ クラシック                | 10mg   | 0.8mg    | 免税店仕様（警告文が従来のイギリスと同様の英語表記）はプレーンフィルター              |
| ダビドフ メンソール                | 07mg   | 0.6mg    | 終売                                                                                  |
| ダビドフ メンソール スリム         | 07mg   | 0.6mg    | 終売                                                                                  |
| ダビドフ リッチブルー              | 09mg   | 0.8mg    | 終売 (2011年6月頃)                                                                    |
| ダビドフ ゴールド                  | 06mg   | 0.6mg    | 免税店仕様（警告文が従来のイギリスと同様の英語表記）はプレーンフィルターで、タール7㎎ |
| ダビドフ ゴールド スリム           | 07mg   | 0.6mg    | 終売（一部免税店では販売継続）                                                        |
| ダビドフ ウルトラ                  | 03mg   | 0.3mg    | 終売                                                                                  |
| ダビドフ ワン                      | 01mg   | 0.1mg    | 終売（2018年秋）                                                                      |
| ダビドフ ワン スリム               | 01mg   | 0.1mg    | 終売                                                                                  |
| ダビドフ ブラック                  | 10mg   | 0.9mg    | 一部の免税店限定                                                                      |
| ダビドフ ホワイト                  | 07mg   | 0.6mg    | 一部の免税店限定                                                                      |
| ダビドフ スーパースリム マジェンタ | 06mg   | 0.6mg    | 一部の免税店限定                                                                      |
| ダビドフ スーパースリム ホワイト   | 01mg   | 0.1mg    | 一部の免税店限定                                                                      |

## その他
2006年に副社長であるレイモンド・シュラーが来日している。公式な来日は葉巻会社としては稀な例である。